# Beta Octantis
Beta Octantis (75 Octantis) é uma estrela na direção da Octans. Possui uma ascensão reta de 22h 46m 03.72s e uma declinação de −81° 22′ 53.8″. Sua magnitude aparente é igual a 4.13. Considerando sua distância de 140 anos-luz em relação à Terra, sua magnitude absoluta é igual a 0.96. Pertence à classe espectral A9IV/V.